# Ascalorphne leisewitzi
Ascalorphne leisewitzi är en insektsart som först beskrevs av Navás 1911.  Ascalorphne leisewitzi ingår i släktet Ascalorphne och familjen fjärilsländor. Inga underarter finns listade i Catalogue of Life.